# Canillas de Esgueva
Canillas de Esgueva és un municipi de la província de Valladolid a la comunitat autònoma espanyola de Castella i Lleó. Limita a l'est amb Fombellida i a l'oest amb Encinas de Esgueva.

## Demografia
| 1991 | 1996 | 2001 | 2004 |
| ---- | ---- | ---- | ---- |
| 159  | 149  | 120  | 113  |